# فن الطهي البيئي
فن الطهي البيئي (باللاتينية: Eco-gastronomy)‏ هو أسلوب للاستهلاك البديل الذي يشدد على أهمية التفاعل بين البشر والغذاء والأثر الناتج عن ذلك. ويهدف إلى الحصول على طعام صحي أكثر ودائم، وفي الوقت نفسه، يحد من التأثير على البيئة، من كلا الجانبين الإنتاجي والاستهلاكي.

## المصطلح
يشير المصطلح اللاتيني إيكو "eco" إلى كيفية ارتباط الكائنات الحية ببيئتها، في حين أن جاسترونومي "gastronomy"، وفقًا لفيلسوف الطعام جان أنتيلمي بريلات سافارين هي المعرفة الذكية لكل ما يتعلق بتغذية الإنسان.
اندماج هاتين الكلمتين يخلق مفهوم فن الطهو البيئي. لذا، فإن كلمة البيئي، مفيدة لتسليط الضوء على العلاقة بين «فن وتقدير الغذاء» وكل قضية تتعلق بعملية إنتاج الطعام واستهلاكه، بدءًا من الرعاية البيئية وحتى الاهتمامات الاجتماعية والأخلاقية.
في الواقع فإن فن الطهي البيئي «يربط بين الغذاء والبشر، حيث يلفت الانتباه إلى المسؤولية التي يتحملها جميع الناس من أجل صحة ورفاهية طرق غذائنا».